# جون إس. جاكوبس
جون إس. جاكوبس (1815 أو 1817-19 ديسمبر 1873) مؤلف أمريكي من أصل أفريقي وإبطالي. بعد نجاته من العبودية، نُشرت سيرته الذاتية بعنوان قصة عبودية حقيقية في أربع طبعات متتالية في ذا ليجر آور في فبراير 1861 وهي مجلة أسبوعية في لندن. ظهر أيضًا بوضوح وبطريقة تقليدية في وقائع في حياة فتاة مستعبدة، من تأليف أخته هارييت جاكوبس.

## النجاة والإبطالية
في عام 1838 رافق جون مالكه الجديد سوير كخادم شخصي له في رحلة شهر العسل عبر الشمال وحصل على حريته بمجرد مغادرة سوير لنيويورك، عندما أبطِلت العبودية. أشار هو وأخته في مذكرات كل منهما إلى أن جون أتم واجباته تجاه سيده على أكمل وجه، وترك كل شيء في حالة جيدة ولم يسرق أي أموال منه. بعد محاولته الفاشلة لكسب قوته نهارًا والذهاب إلى المدرسة ليلًا، ذهب في أغسطس 1839 في رحلة لصيد الحيتان، وأخذ معه جميع الكتب التي أراد دراستها.

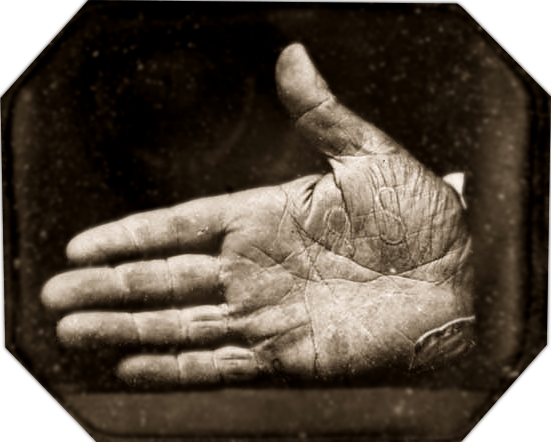
صورة دغرية تعود لعام 1845 ليد ووكر وتحمل الصورة علامة المصورين ساوثوورث وهاوز. الصورة معكوسة؛ كانت يده اليمنى هي التي وسِمت.

بعد ثلاث سنوات ونصف من عودته، أصبح جون إس. جاكوبس، وهو الاسم الذي أطلقه على نفسه بعد انطلاقه إلى الحرية، منخرطًا أكثر فأكثر مع دعاة الإبطالية بقيادة ويليام لويد غاريسون. في نوفمبر 1847 ذهب في جولة محاضرات لمدة أربعة أشهر ونصف مع القبطان جوناثان ووكر. أظهر ووكر، وهو رجل أبيض، يده كدليل على وحشية وهمجية مالكي العبيد. وُسمت يده بحرفي إس إس (التي تعني سارق العبيد) بعد أن حاول مساعدة مجموعة من الهاربين.بعد ذلك، أجرى جاكوبس جولات أخرى من أجل قضية الإبطالية من تلقاء نفسه. في أوائل عام 1849 ذهب في جولة لمدة 16 يومًا مع فريدريك دوغلاس، الذي نجا من العبودية في عام 1838 قبل أسابيع فقط من نجاة جاكوبس. لفترة قصيرة في عام 1849 تولى جاكوبس، بمساعدة أخته هارييت، إدارة «مكتب مكافحة العبودية وغرفة القراءة» في مدينة روتشستر بولاية نيويورك، والتي كانت تقع في نفس المبنى الذي توجد فيه صحيفة ذا نورث ستار لدوغلاس.
في عام 1850 أصدر الكونغرس قانون الرقيق الهارب الذي سهل على مالكي العبيد إجبار الهاربين على العودة إلى العبودية. كان جون إس. جاكوبس أحد المتحدثين في المظاهرات التي احتجت على هذا القانون. في نهاية ذلك العام، ذهب إلى كاليفورنيا ليجرب حظه كمنقب عن الذهب. في وقت لاحق ذهب إلى أستراليا مع جوزيف نجل هارييت، للبحث مرة أخرى عن الذهب. ليس من الواضح ما إذا كان قراره بالذهاب إلى كاليفورنيا ثم إلى أستراليا بسبب قانون الرقيق الهارب. تقول أخته صراحةً أن القانون لا ينطبق على جون إس. لأنه لم يأت إلى الولايات الحرة باعتباره هاربًا، ولكنه جاء مع سيده. من ناحية أخرى، كتب غاريسون بعد سنوات عديدة بمناسبة جنازة جون جاكوبس، بقي جون في الشمال حتى أقِر قانون الرقيق الهارب ثم غادر المقاطعة «مع العلم أنه لم يعد هناك أي أمان له على أرضنا».
لم يحقق نجاحًا كبيرًا سواء في كاليفورنيا أو في أستراليا، وهكذا ذهب إلى إنجلترا، متجهًا إلى البحر من هناك. عندما ذهبت أخته إلى بريطانيا العظمى في عام 1858 ومرة أخرى في عام 1867/1868، فشل الشقيقان في الالتقاء، لأنه في المرتين كان جون في البحر -في عام 1858 كان في الشرق الأوسط، وفي المرة الثانية كان في الهند. ومع ذلك، ظل جون إس. وهارييت جاكوبس على اتصال دائم عبر البريد.